# Vellosia: contribuições do Museu botanico do Amazonas
Vellosia: contribuições do Museu botanico do Amazonas (abreviado Vellosia) es un libro con ilustraciones y descripciones botánicas que fue escrito por el profesor, naturalista, entomólogo y botánico brasileño João Barbosa Rodrigues. Fue publicado en 4 volúmenes en Río de Janeiro en los años 1885-1888.